# Angelo Contini
Angelo Contini (19??) è stato un calciatore italiano.

## Carriera
Ha fatto parte della rosa del Lens, club della prima divisione francese, nelle stagioni 1949-1950, 1950-1951 e 1951-1952; in particolare, l'unica delle tre stagioni in cui viene impiegato in partite di campionato è la 1950-1951, nella quale disputa 5 partite in massima serie, senza mai segnare.